# Danny McBride
Daniel Richard "Danny" McBride (Statesboro, Georgia, 29 de diciembre de 1976) es un actor, escritor, director y comediante de stand-up estadounidense.

## Biografía
Nacido en Statesboro (Georgia), lo criaron su madre, que daba sermones en la iglesia utilizando títeres, y su padrastro, que trabajó en la Base del Cuerpo de Marines en Quantico, como apoyo civil. McBride creció en Spotsylvania (Virginia), donde se graduó de la Courtland High School y asistió a la University of North Carolina School of the Arts (Carolina del Norte). 
McBride se casó con Gia Ruiz en octubre de 2010 y tuvo un hijo llamado Declan, nacido en 2011.

## Filmografía
| Año  | Título                         | Papel                       | Notas                 |
| ---- | ------------------------------ | --------------------------- | --------------------- |
| 2003 | All the Real Girls             | Bust-Ass                    |                       |
| 2004 | Idlecast                       | Willam                      |                       |
| 2004 | Looney Deep                    | Jack                        |                       |
| 2006 | The Foot Fist Way              | Fred Simmons                | Guionista             |
| 2007 | Hot Rod                        | Rico Brown                  |                       |
| 2007 | The Heartbreak Kid             | Martin                      |                       |
| 2008 | Drillbit Taylor                | Don Armstrong               |                       |
| 2008 | Pineapple Express              | Red                         |                       |
| 2008 | Tropic Thunder                 | Cody Underwood              |                       |
| 2009 | Fanboys                        | Jefe de seguridad           |                       |
| 2009 | Observe and Report             | Vendedor caucásico de crack |                       |
| 2009 | Land of the Lost               | Will Stanton                |                       |
| 2009 | Up in the Air                  | Jim Miller                  |                       |
| 2010 | Despicable Me                  | Fred McDade                 | Voz                   |
| 2010 | Due Date                       | Lonnie                      |                       |
| 2011 | Your Highness                  | Thadeous                    | Guionista y Productor |
| 2011 | Kung Fu Panda 2                | Jefe lobo                   | Voz                   |
| 2011 | 30 Minutes or Less             | Dwayne King                 |                       |
| 2013 | As I Lay Dying                 | Vernon Tull                 |                       |
| 2013 | This Is the End                | Danny McBride               |                       |
| 2015 | Rock the Kasbah                |                             |                       |
| 2015 | Hell & Back                    | Orfeo                       | Voz                   |
| 2015 | Aloha                          | Coronel "Fingers" Lacy      |                       |
| 2016 | Angry Birds: la película       | Bomb                        | voz                   |
| 2017 | Alien: Covenant                | Tennessee                   |                       |
| 2018 | De caza con papá               | Don                         |                       |
| 2019 | Angry Birds 2: la película     | Bomb                        |                       |
| 2019 | Zeroville                      | Financier                   |                       |
| 2021 | Halloween Kills                |                             | Guionista             |
| 2021 | The Mitchells vs. the Machines | Rick Mitchell               | Voz                   |

| Año           | Título                  | Papel             | Notas                                              |
| ------------- | ----------------------- | ----------------- | -------------------------------------------------- |
| 2007          | Drunk History           | George Washington | Volumen 3                                          |
| 2009–2013     | Eastbound & Down        | Kenny Powers      | Creador Escritor Productor Ejecutivo Serie Regular |
| 2011          | Good Vibes              | Voneeta Teets     | Voz Serie Regular                                  |
| 2013          | Clear History           | Frank             | Película                                           |
| 2014          | Chozen                  | Jimmy             | Voz Serie Regular                                  |
| 2016-2018     | Vice Principals         | Neal Gamby        |                                                    |
| 2019-presente | The Righteous Gemstones | Jesse Gemstone    | Creador, Productor ejecutivo y protagonista        |

| Año  | Título                         | Papel       | Notas                           |
| ---- | ------------------------------ | ----------- | ------------------------------- |
| 2011 | Fight for Your Right Revisited | MCA         | Cortometraje                    |
| 2013 | YOLO                           | Drug-dealer | Cameo The Lonely Island Canción |
| 2013 | Grand Theft Auto V             | Duane Earl  | Voz My Blaine County DJ         |